# Škoda 18T
Die niederflurigen Straßenbahnfahrzeuge des Typs 18T des Herstellers Škoda wurden 2018 für die Straßenbahn Eskişehir gebaut. Die Fahrzeuge sind fünfteilige Multigelenkwagen mit stufenfreiem Fahrgastraum, wie Škoda sie allgemein als ForCity Classic vermarktet. Den Auftrag für die 14 Einrichtungswagen hatte Škoda im August 2016 erhalten.

## Technik
Unter dem ersten und dem fünften Wagenteil ist je ein Triebfahrwerk angeordnet, unter dem dritten Wagenteil ein Lauffahrwerk. Ein Radsatz wird jeweils von einer luftgekühlten (selbstbelüfteten) Drehstrom-Asynchronmaschine angetrieben, die längs an der Seite des Fahrwerks angeordnet ist und eine Dauerleistung von 100 kW bei 2672 Umdrehungen pro Minute hat. Der Antrieb ist vollständig abgefedert. Im Fahrwerksbereich verbleibt eine Gangbreite von 490 mm zwischen Doppelsitzen auf der einen und Einzelsitzen auf der anderen Seite. Es gibt keine Stufen im Fahrgastraum. Aufgrund der durchgehenden Radsatzwellen liegt der Fußboden im Fahrwerksbereich jedoch höher als in den fahrwerkslosen Mittelteilen (480 mm statt 360 mm über der Schienenoberkante), so dass Rampen notwendig sind und die Fahrzeuge nicht nach jeder Definition als zu 100 % niederflurig gelten. Zu den Türen hin ist der Fußboden leicht abgesenkt auf 330 mm.
Die 2,3 Meter breiten Wagenkästen sind geschweißte Stahlkonstruktionen. In den beiden fahrwerkslosen Mittelteilen sind je zwei Doppeltüren mit einer lichten Weite von 1300 mm angeordnet, vor dem ersten und hinter dem letzten Fahrwerk je eine 800 mm breite Einzeltür.
Auf dem Dach sind Nano-Lithiumtitanat-Akkumulatoren installiert, damit die Fahrzeuge auch auf oberleitungsfreien Strecken von bis zu 5 Kilometern Länge eingesetzt werden können. Im März und April 2018 wurden mit dem Wagen 36 Probefahrten im Netz der Straßenbahn Bratislava durchgeführt. Zwischen den Haltestellen Dúbravka und Zlaté piesky legte der Wagen bei Geschwindigkeiten bis 30 km/h eine Strecke von zwölf Kilometern im Akkubetrieb zurück. Noch gibt es im Netz der Straßenbahn Eskisehir jedoch keine oberleitungsfreien Strecken.